# Дорош Юхим Якович
Юхим Якович Дорош (1908–1972) — російський радянський письменник українського походження, автор нарисів про сільське життя.

## Життєпис
Юхим Дорош народився 1908 року в Єлисаветграді (нині Кропивницький). На початку 1920-х років жив в Одесі. У 1924 році переїхав до Москви. До 1931 року навчався прикладного та образотворчого мистецтва, одночасно керував самодіяльними колективами, для яких писав одноактні п'єси. З окремих оповідань, що з'являлися у пресі з 1931 року, він уклав ще до німецько-радянської війни два невеликих збірника. Під час війни був співробітником дивізійної газети, потім — роз'їзним кореспондентом «Літературної газети» . У 1945 році вступив до лав Комуністичної партії.
Починаючи з другої половини 1940-х року основною темою його художньої прози і нарисів стає колгоспне життя. Він жив у Москві, де входив до складу редколегій журналів «Прапор» (1954—1956), «Москва» (1957—1958) і «Новий світ» (1967—1970), де керував відділом прози. У 1966 році підписав лист на захист Андрія Синявського і Юлія Даніеля. Після розгрому редакції «Нового світу» залишився працювати в журналі, чим викликав звинувачення в «зраді».
Юхим Дорош помер 1972 року. Похований в Москві, на Востряковському кладовищі. Головний твір Юхима Дороша - «Сільський щоденник», який він писав з 1956 по 1972 роки. Протягом двадцяти років Дорош щорічно їздив в район  Ростова Великого, жив улітку в селі Пужбол, ретельно спостерігаючи і запам'ятовуючи в своїх нарисах зміни в людях і в самому перебігу життя.
Небагатослівність, наочність зображення і переконливі діалоги - ось ті достоїнства прози Дороша, які зумовили її приналежність до кращої сучасній російській літературі.— Вольфганг Казак
Багато писав Дорош і про історико-культурну спадщину Ростовської землі.

## Нагороди
- орден «Знак Пошани» (28.10.1967)
- медалі

## Книги
- Маршальські зірки, 1939
- Військове поле, 1941
- З новим хлібом, 1952
- Розповіді, 1954
- Сільський щоденник, 1958, доповнене вид. — 1973
- Дощ навпіл з сонцем, 1965, доповнене вид. — 1973
- Живе дерево мистецтва. Статті, 1967, доповнене вид. — 1970
- Іван Федосійович йде на пенсію, 1971